# 2012年のナショナルリーグチャンピオンシップシリーズ
2012年の野球において、メジャーリーグベースボール（MLB）のポストシーズンは10月5日に開幕した。ナショナルリーグの第43回リーグチャンピオンシップシリーズ（英語: 43rd National League Championship Series、以下「リーグ優勝決定戦」と表記）は、14日から22日にかけて計7試合が開催された。その結果、サンフランシスコ・ジャイアンツ（西地区）がセントルイス・カージナルス（中地区）を4勝3敗で下し、2年ぶり22回目のリーグ優勝および19回目のワールドシリーズ進出を果たした。
両球団がポストシーズンで対戦するのは、2002年のリーグ優勝決定戦以来10年ぶり3度目。今シリーズでは、カージナルスがリーグ連覇を目指し第4戦で先に王手をかけたが、ジャイアンツが第5戦からの3連勝で逆転優勝した。ポストシーズンの7戦4勝制シリーズにおいて1勝3敗から逆転優勝したのは、2007年アメリカンリーグ優勝決定戦におけるボストン・レッドソックス以来5年ぶり延べ12球団目である。3勝1敗からの逆転敗退は、他29球団が未経験または1度しか食らっていないなか、カージナルスにとってはこれが1996年ナショナルリーグ優勝決定戦以来16年ぶり4度目のことだった。シリーズMVPには、第5戦を除く6試合で複数安打を放つなど、7試合で打率.500・4打点・OPS 1.140という成績を残したジャイアンツのマルコ・スクータロが選出された。このあとジャイアンツは、ワールドシリーズでもアメリカンリーグ王者デトロイト・タイガースを4勝0敗で下し、2年ぶり7度目の優勝を成し遂げた。

## 両チームの2012年
10月11日にまずジャイアンツ（西地区優勝）が、そして12日にはカージナルス（中地区2位＝第2ワイルドカード）が、それぞれ地区シリーズ突破を決めてリーグ優勝決定戦へ駒を進めた。
ジャイアンツは、2011年は86勝76敗の地区2位でポストシーズンに4.0ゲーム差届かなかった。オフには打線強化のためにトレードでアンヘル・パガンやメルキー・カブレラを獲得し、2010年ワールドシリーズ制覇時の主力だった選手をその交換相手にしたり、FA後の再契約を見送ったりして戦力の入れ替えを進めた。2012年は序盤こそ勝利数が伸びず、5月27日には地区首位ロサンゼルス・ドジャースに7.5ゲーム差をつけられたものの、1か月後の6月27日にはそのドジャースとの直接対決3連戦に全て零封で勝利し首位に並ぶ。前半戦終了時点では46勝40敗の地区2位で、ドジャースとの差は0.5ゲームのみ。この首位争いは後半戦開始後もしばらくもつれ、ジャイアンツは7月下旬に内野手マルコ・スクータロや外野手ハンター・ペンスをトレードで補強した。8月に入ると、首位打者候補だったカブレラが禁止薬物使用で50試合の出場停止処分を受け、ドジャースが大型トレードで戦力を増強するなど、苦しい局面が続く。それでも8月20日以降は首位の座を譲らず、9月22日に2年ぶりの地区優勝を果たした。平均得点4.43はリーグ6位、防御率3.68はリーグ5位。カブレラの出場停止以外にも、抑え投手ブライアン・ウィルソンが開幕早々に右肘の怪我でシーズンを終えたり、エース右腕ティム・リンスカムが不振に喘いだりと様々な困難に見舞われたが、チーム全体でその穴を補った。地区シリーズではシンシナティ・レッズを3勝2敗で下した。
カージナルスでは前年ワールドシリーズ優勝後に監督のトニー・ラルーサが勇退し、中心打者アルバート・プホルスもFAで他球団へ移籍した。チームは新監督にマイク・マシーニーを据え、打線には右翼手のカルロス・ベルトランを補強、ランス・バークマンを右翼から一塁へコンバートした。また、二大エースの一角アダム・ウェインライトが前年全休から復帰する一方で、入れ替わるようにクリス・カーペンターが故障により無期限離脱となった。シーズン開幕後は5月下旬まで地区首位に立ち、その後はレッズやピッツバーグ・パイレーツに抜かれて3位に落ちるが、前半戦終了時点では46勝40敗で、首位パイレーツとのゲーム差は2.5にとどめる。後半戦に入るとパイレーツの失速に乗じて2位へ浮上したが、首位レッズとのゲーム差が10前後まで広がったため、西地区のドジャースらと第2ワイルドカードをかけて競った。争いはシーズン終盤までもつれ、10月2日に第2ワイルドカードの座を確保した。平均得点4.72はリーグ2位、防御率3.71は同6位。打線では捕手のヤディアー・モリーナをはじめ5人が20本塁打を放ち、そのなかでもアレン・クレイグはバークマンが膝の怪我で長期離脱した穴を埋めた。投手陣もカイル・ローシュやウェインライトら4人が13勝以上を挙げるなど厚い陣容を有していた。ワイルドカードゲームではアトランタ・ブレーブスに6－3で勝利し、地区シリーズではワシントン・ナショナルズを3勝2敗で下した。
リーグ優勝決定戦の第1・2・6・7戦を本拠地で開催できる "ホームフィールド・アドバンテージ" は、地区優勝球団どうしが対戦する場合はレギュラーシーズンの勝率がより高いほうの球団に、地区優勝球団とワイルドカード球団が対戦する場合は地区優勝球団に与えられる。したがって今シリーズでは、ジャイアンツがアドバンテージを得る。この年のレギュラーシーズンでは両球団は6試合対戦し、3勝3敗の五分だった。

## ロースター
両チームの出場選手登録（ロースター）は以下の通り。
- 名前の横の★はこの年のオールスターゲームに選出された選手を、＃はレギュラーシーズン開幕後に入団した選手を示す。
- 年齢は今シリーズ開幕時点でのもの。

| サンフランシスコ・ジャイアンツ | サンフランシスコ・ジャイアンツ | サンフランシスコ・ジャイアンツ | サンフランシスコ・ジャイアンツ | サンフランシスコ・ジャイアンツ | サンフランシスコ・ジャイアンツ | サンフランシスコ・ジャイアンツ | セントルイス・カージナルス | セントルイス・カージナルス | セントルイス・カージナルス | セントルイス・カージナルス | セントルイス・カージナルス | セントルイス・カージナルス | セントルイス・カージナルス |
| 守備位置                       | 背番号                         | 出身                           | 選手                           | 投                             | 打                             | 年齢                           | 守備位置                   | 背番号                     | 出身                       | 選手                       | 投                         | 打                         | 年齢                       |
| ------------------------------ | ------------------------------ | ------------------------------ | ------------------------------ | ------------------------------ | ------------------------------ | ------------------------------ | -------------------------- | -------------------------- | -------------------------- | -------------------------- | -------------------------- | -------------------------- | -------------------------- |
| 投手                           | 41                             | アメリカ合衆国の旗             | ジェレミー・アフェルト         | 左                             | 左                             | 33                             | 投手                       | 41                         | アメリカ合衆国の旗         | ミッチェル・ボッグス       | 右                         | 右                         | 28                         |
| 投手                           | 40                             | アメリカ合衆国の旗             | マディソン・バンガーナー       | 左                             | 右                             | 23                             | 投手                       | 29                         | アメリカ合衆国の旗         | クリス・カーペンター       | 右                         | 右                         | 37                         |
| 投手                           | 18                             | アメリカ合衆国の旗             | マット・ケイン★                | 右                             | 右                             | 28                             | 投手                       | 58                         | アメリカ合衆国の旗         | ジョー・ケリー             | 右                         | 右                         | 24                         |
| 投手                           | 46                             | ドミニカ共和国の旗             | サンティアゴ・カシーヤ         | 右                             | 右                             | 32                             | 投手                       | 26                         | アメリカ合衆国の旗         | カイル・ローシュ           | 右                         | 右                         | 34                         |
| 投手                           | 70                             | アメリカ合衆国の旗             | ジョージ・コントス             | 右                             | 右                             | 27                             | 投手                       | 31                         | アメリカ合衆国の旗         | ランス・リン★              | 右                         | 両                         | 25                         |
| 投手                           | 55                             | アメリカ合衆国の旗             | ティム・リンスカム             | 右                             | 左                             | 28                             | 投手                       | 40                         | アメリカ合衆国の旗         | シェルビー・ミラー         | 右                         | 右                         | 22                         |
| 投手                           | 49                             | プエルトリコの旗               | ハビアー・ロペス               | 左                             | 左                             | 35                             | 投手                       | 30                         | アメリカ合衆国の旗         | ジェイソン・モット         | 右                         | 右                         | 30                         |
| 投手                           | 50                             | ベネズエラの旗                 | ホセ・ミハレス＃               | 左                             | 左                             | 27                             | 投手                       | 44                         | ベネズエラの旗             | エドワード・ムヒカ＃       | 右                         | 右                         | 28                         |
| 投手                           | 59                             | ドミニカ共和国の旗             | ギレルモ・モタ                 | 右                             | 右                             | 39                             | 投手                       | 64                         | アメリカ合衆国の旗         | トレバー・ローゼンタール   | 右                         | 右                         | 22                         |
| 投手                           | 54                             | アメリカ合衆国の旗             | セルジオ・ロモ                 | 右                             | 右                             | 29                             | 投手                       | 34                         | アメリカ合衆国の旗         | マーク・ゼプチンスキー     | 左                         | 左                         | 27                         |
| 投手                           | 32                             | アメリカ合衆国の旗             | ライアン・ボーグルソン         | 右                             | 右                             | 35                             | 投手                       | 59                         | メキシコの旗               | フェルナンド・サラス       | 右                         | 右                         | 27                         |
| 投手                           | 75                             | アメリカ合衆国の旗             | バリー・ジト                   | 左                             | 左                             | 34                             | 投手                       | 50                         | アメリカ合衆国の旗         | アダム・ウェインライト     | 右                         | 右                         | 31                         |
| 捕手                           | 28                             | アメリカ合衆国の旗             | バスター・ポージー★            | 右                             | 右                             | 25                             | 捕手                       | 48                         | アメリカ合衆国の旗         | トニー・クルーズ           | 右                         | 右                         | 26                         |
| 捕手                           | 29                             | ベネズエラの旗                 | ヘクター・サンチェス           | 右                             | 両                             | 22                             | 捕手                       | 4                          | プエルトリコの旗           | ヤディアー・モリーナ★      | 右                         | 右                         | 30                         |
| 内野手                         | 13                             | ドミニカ共和国の旗             | ホアキン・アリアス             | 右                             | 右                             | 28                             | 内野手                     | 13                         | アメリカ合衆国の旗         | マット・カーペンター       | 右                         | 左                         | 26                         |
| 内野手                         | 9                              | アメリカ合衆国の旗             | ブランドン・ベルト             | 左                             | 左                             | 24                             | 内野手                     | 33                         | アメリカ合衆国の旗         | ダニエル・デスカルソ       | 右                         | 左                         | 25                         |
| 内野手                         | 35                             | アメリカ合衆国の旗             | ブランドン・クロフォード       | 右                             | 左                             | 25                             | 内野手                     | 23                         | アメリカ合衆国の旗         | デビッド・フリース★        | 右                         | 右                         | 29                         |
| 内野手                         | 17                             | アメリカ合衆国の旗             | オーブリー・ハフ               | 右                             | 左                             | 35                             | 内野手                     | 38                         | アメリカ合衆国の旗         | ピート・コズマ             | 右                         | 右                         | 24                         |
| 内野手                         | 48                             | ベネズエラの旗                 | パブロ・サンドバル★            | 右                             | 両                             | 26                             | 内野手                     | 55                         | アメリカ合衆国の旗         | スキップ・シューマッカー   | 右                         | 左                         | 32                         |
| 内野手                         | 19                             | ベネズエラの旗                 | マルコ・スクータロ＃           | 右                             | 右                             | 36                             | 外野手                     | 3                          | プエルトリコの旗           | カルロス・ベルトラン★      | 右                         | 両                         | 35                         |
| 内野手                         | 5                              | アメリカ合衆国の旗             | ライアン・テリオ               | 右                             | 右                             | 32                             | 外野手                     | 56                         | アメリカ合衆国の旗         | アドロン・チェンバース     | 左                         | 左                         | 26                         |
| 外野手                         | 7                              | ベネズエラの旗                 | グレゴール・ブランコ           | 左                             | 左                             | 28                             | 外野手                     | 21                         | アメリカ合衆国の旗         | アレン・クレイグ           | 右                         | 右                         | 28                         |
| 外野手                         | 12                             | アメリカ合衆国の旗             | ゼイビア・ネイディ＃           | 右                             | 右                             | 33                             | 外野手                     | 7                          | アメリカ合衆国の旗         | マット・ホリデイ★          | 右                         | 右                         | 32                         |
| 外野手                         | 16                             | プエルトリコの旗               | アンヘル・パガン               | 右                             | 両                             | 31                             | 外野手                     | 19                         | アメリカ合衆国の旗         | ジョン・ジェイ             | 左                         | 左                         | 27                         |
| 外野手                         | 8                              | アメリカ合衆国の旗             | ハンター・ペンス＃             | 右                             | 右                             | 29                             | 外野手                     | 43                         | アメリカ合衆国の旗         | シェーン・ロビンソン       | 右                         | 右                         | 27                         |

ジャイアンツの外野手メルキー・カブレラは、8月15日付で禁止薬物使用による50試合の出場停止処分を受けた。この処分では、ポストシーズンの試合も消化試合数に加算される。ジャイアンツが8月14日までにレギュラーシーズン117試合を終えていたため、カブレラの処分は残る45試合と地区シリーズ5試合をもって満了した。したがってジャイアンツは、今シリーズ初戦からカブレラを出場させることもできたが、彼をロースターに加えず復帰させないことにした。初戦開始前の記者会見では、同じ外野手のグレゴール・ブランコに対して記者のひとりが「メルキー、ジャイアンツは……」と名前を間違えて質問するという場面がみられた。ブランコはカブレラと仲が良く、処分後に個人的に話をした際にはカブレラから、フィールドで最善を尽くすようにと励ましを受けたという。ただ、カブレラは球団に対して違反行為についての釈明を行わずに雲隠れしており、また球団もカブレラがいなくなったあとに生まれたチームの雰囲気を壊さないように配慮したため、カブレラの復帰を見送った。

## 試合結果
2012年のナショナルリーグ優勝決定戦は10月14日に開幕し、途中に移動日を挟んで9日間で7試合が行われた。日程・結果は以下の通り。
| 日付                                                           | 試合  | ビジター球団（先攻）           | スコア | ホーム球団（後攻）             | 開催球場             | 開催球場                          |
| -------------------------------------------------------------- | ----- | ------------------------------ | ------ | ------------------------------ | -------------------- | --------------------------------- |
| 10月14日（日）                                                 | 第1戦 | セントルイス・カージナルス     | 6－4   | サンフランシスコ・ジャイアンツ | AT&Tパーク           | AT&Tパークブッシュ・ · スタジアム |
| 10月15日（月）                                                 | 第2戦 | セントルイス・カージナルス     | 1－7   | サンフランシスコ・ジャイアンツ | AT&Tパーク           | AT&Tパークブッシュ・ · スタジアム |
| 10月16日（火）                                                 |       | 移動日                         | 移動日 | 移動日                         |                      | AT&Tパークブッシュ・ · スタジアム |
| 10月17日（水）                                                 | 第3戦 | サンフランシスコ・ジャイアンツ | 1－3   | セントルイス・カージナルス     | ブッシュ・スタジアム | AT&Tパークブッシュ・ · スタジアム |
| 10月18日（木）                                                 | 第4戦 | サンフランシスコ・ジャイアンツ | 3－8   | セントルイス・カージナルス     | ブッシュ・スタジアム | AT&Tパークブッシュ・ · スタジアム |
| 10月19日（金）                                                 | 第5戦 | サンフランシスコ・ジャイアンツ | 5－0   | セントルイス・カージナルス     | ブッシュ・スタジアム | AT&Tパークブッシュ・ · スタジアム |
| 10月20日（土）                                                 |       | 移動日                         | 移動日 | 移動日                         |                      | AT&Tパークブッシュ・ · スタジアム |
| 10月21日（日）                                                 | 第6戦 | セントルイス・カージナルス     | 1－6   | サンフランシスコ・ジャイアンツ | AT&Tパーク           | AT&Tパークブッシュ・ · スタジアム |
| 10月22日（月）                                                 | 第7戦 | セントルイス・カージナルス     | 0－9   | サンフランシスコ・ジャイアンツ | AT&Tパーク           | AT&Tパークブッシュ・ · スタジアム |
| 優勝：サンフランシスコ・ジャイアンツ（4勝3敗 / 2年ぶり22度目） |       |                                |        |                                |                      | AT&Tパークブッシュ・ · スタジアム |

### 第1戦 10月14日
- AT&Tパーク（カリフォルニア州サンフランシスコ）

|                                | 1 | 2 | 3 | 4 | 5 | 6 | 7 | 8 | 9 | R | H | E |
| ------------------------------ | - | - | - | - | - | - | - | - | - | - | - | - |
| セントルイス・カージナルス     | 0 | 2 | 0 | 4 | 0 | 0 | 0 | 0 | 0 | 6 | 8 | 0 |
| サンフランシスコ・ジャイアンツ | 0 | 0 | 0 | 4 | 0 | 0 | 0 | 0 | 0 | 4 | 7 | 1 |

1. 勝利：エドワード・ムヒカ（1勝）
2. セーブ：ジェイソン・モット（1S）
3. 敗戦：マディソン・バンガーナー（1敗）
4. 本塁打
STL：デビッド・フリース1号2ラン、カルロス・ベルトラン1号2ラン
5. 審判
［球審］ゲイリー・ダーリング
［塁審］一塁: クリス・グッチオーネ、二塁: ビル・ミラー、三塁: グレッグ・ギブソン
［外審］左翼: テッド・バレット、右翼: ジェリー・レイン
6. 試合開始時刻: 太平洋夏時間（UTC-7）午後5時17分  試合時間: 3時間21分  観客: 4万2534人  気温: 61°F（16.1°C）
詳細: MLB.com Gameday / ESPN.com / Baseball-Reference.com / Fangraphs

| セントルイス・カージナルス | セントルイス・カージナルス | セントルイス・カージナルス | セントルイス・カージナルス | セントルイス・カージナルス                                                                      | サンフランシスコ・ジャイアンツ | サンフランシスコ・ジャイアンツ | サンフランシスコ・ジャイアンツ | サンフランシスコ・ジャイアンツ | サンフランシスコ・ジャイアンツ                                                                            |
| -------------------------- | -------------------------- | -------------------------- | -------------------------- | ----------------------------------------------------------------------------------------------- | ------------------------------ | ------------------------------ | ------------------------------ | ------------------------------ | --- |
| 打順                       | 守備                       | 選手                       | 打席                       | L・リンY・モリーナA・クレイグD・デスカルソD・フリースP・コズマM・ホリデイJ・ジェイC・ベルトラン | 打順                           | 守備                           | 選手                           | 打席                           | M・バンガーナーB・ポージーB・ベルトM・スクータロP・サンドバルB・クロフォードG・ブランコA・パガンH・ペンス |
| 1                          | 中                         | J・ジェイ                  | 左                         | L・リンY・モリーナA・クレイグD・デスカルソD・フリースP・コズマM・ホリデイJ・ジェイC・ベルトラン | 1                              | 中                             | A・パガン                      | 両                             | M・バンガーナーB・ポージーB・ベルトM・スクータロP・サンドバルB・クロフォードG・ブランコA・パガンH・ペンス |
| 2                          | 右                         | C・ベルトラン              | 両                         | L・リンY・モリーナA・クレイグD・デスカルソD・フリースP・コズマM・ホリデイJ・ジェイC・ベルトラン | 2                              | ニ                             | M・スクータロ                  | 右                             | M・バンガーナーB・ポージーB・ベルトM・スクータロP・サンドバルB・クロフォードG・ブランコA・パガンH・ペンス |
| 3                          | 左                         | M・ホリデイ                | 右                         | L・リンY・モリーナA・クレイグD・デスカルソD・フリースP・コズマM・ホリデイJ・ジェイC・ベルトラン | 3                              | 三                             | P・サンドバル                  | 両                             | M・バンガーナーB・ポージーB・ベルトM・スクータロP・サンドバルB・クロフォードG・ブランコA・パガンH・ペンス |
| 4                          | 一                         | A・クレイグ                | 右                         | L・リンY・モリーナA・クレイグD・デスカルソD・フリースP・コズマM・ホリデイJ・ジェイC・ベルトラン | 4                              | 捕                             | B・ポージー                    | 右                             | M・バンガーナーB・ポージーB・ベルトM・スクータロP・サンドバルB・クロフォードG・ブランコA・パガンH・ペンス |
| 5                          | 捕                         | Y・モリーナ                | 右                         | L・リンY・モリーナA・クレイグD・デスカルソD・フリースP・コズマM・ホリデイJ・ジェイC・ベルトラン | 5                              | 右                             | H・ペンス                      | 右                             | M・バンガーナーB・ポージーB・ベルトM・スクータロP・サンドバルB・クロフォードG・ブランコA・パガンH・ペンス |
| 6                          | 三                         | D・フリース                | 右                         | L・リンY・モリーナA・クレイグD・デスカルソD・フリースP・コズマM・ホリデイJ・ジェイC・ベルトラン | 6                              | 一                             | B・ベルト                      | 左                             | M・バンガーナーB・ポージーB・ベルトM・スクータロP・サンドバルB・クロフォードG・ブランコA・パガンH・ペンス |
| 7                          | 二                         | D・デスカルソ              | 左                         | L・リンY・モリーナA・クレイグD・デスカルソD・フリースP・コズマM・ホリデイJ・ジェイC・ベルトラン | 7                              | 左                             | G・ブランコ                    | 左                             | M・バンガーナーB・ポージーB・ベルトM・スクータロP・サンドバルB・クロフォードG・ブランコA・パガンH・ペンス |
| 8                          | 遊                         | P・コズマ                  | 右                         | L・リンY・モリーナA・クレイグD・デスカルソD・フリースP・コズマM・ホリデイJ・ジェイC・ベルトラン | 8                              | 遊                             | B・クロフォード                | 左                             | M・バンガーナーB・ポージーB・ベルトM・スクータロP・サンドバルB・クロフォードG・ブランコA・パガンH・ペンス |
| 9                          | 投                         | L・リン                    | 両                         | L・リンY・モリーナA・クレイグD・デスカルソD・フリースP・コズマM・ホリデイJ・ジェイC・ベルトラン | 9                              | 投                             | M・バンガーナー                | 右                             | M・バンガーナーB・ポージーB・ベルトM・スクータロP・サンドバルB・クロフォードG・ブランコA・パガンH・ペンス |
| 先発投手                   | 先発投手                   | 先発投手                   | 投球                       | L・リンY・モリーナA・クレイグD・デスカルソD・フリースP・コズマM・ホリデイJ・ジェイC・ベルトラン | 先発投手                       | 先発投手                       | 先発投手                       | 投球                           | M・バンガーナーB・ポージーB・ベルトM・スクータロP・サンドバルB・クロフォードG・ブランコA・パガンH・ペンス |
| L・リン                    | L・リン                    | L・リン                    | 右                         | L・リンY・モリーナA・クレイグD・デスカルソD・フリースP・コズマM・ホリデイJ・ジェイC・ベルトラン | M・バンガーナー                | M・バンガーナー                | M・バンガーナー                | 左                             | M・バンガーナーB・ポージーB・ベルトM・スクータロP・サンドバルB・クロフォードG・ブランコA・パガンH・ペンス |

### 第2戦 10月15日
- AT&Tパーク（カリフォルニア州サンフランシスコ）

|                                | 1 | 2 | 3 | 4 | 5 | 6 | 7 | 8 | 9 | R | H  | E |
| ------------------------------ | - | - | - | - | - | - | - | - | - | - | -- | - |
| セントルイス・カージナルス     | 0 | 1 | 0 | 0 | 0 | 0 | 0 | 0 | 0 | 1 | 5  | 2 |
| サンフランシスコ・ジャイアンツ | 1 | 0 | 0 | 4 | 0 | 0 | 0 | 2 | X | 7 | 12 | 0 |

1. 勝利：ライアン・ボーグルソン（1勝）
2. 敗戦：クリス・カーペンター（1敗）
3. 本塁打
SF：アンヘル・パガン1号ソロ
4. 審判
［球審］クリス・グッチオーネ
［塁審］一塁: ビル・ミラー、二塁: グレッグ・ギブソン、三塁: テッド・バレット
［外審］左翼: ジェリー・レイン、右翼: ゲイリー・ダーリング
5. 試合開始時刻: 太平洋夏時間（UTC-7）午後5時8分  試合時間: 3時間10分  観客: 4万2679人  気温: 69°F（20.6°C）
詳細: MLB.com Gameday / ESPN.com / Baseball-Reference.com / Fangraphs

| セントルイス・カージナルス | セントルイス・カージナルス | セントルイス・カージナルス | セントルイス・カージナルス | セントルイス・カージナルス                                                                              | サンフランシスコ・ジャイアンツ | サンフランシスコ・ジャイアンツ | サンフランシスコ・ジャイアンツ | サンフランシスコ・ジャイアンツ | サンフランシスコ・ジャイアンツ                                                                            |
| -------------------------- | -------------------------- | -------------------------- | -------------------------- | --- | ------------------------------ | ------------------------------ | ------------------------------ | ------------------------------ | --- |
| 打順                       | 守備                       | 選手                       | 打席                       | C・カーペンターY・モリーナA・クレイグD・デスカルソD・フリースP・コズマM・ホリデイJ・ジェイC・ベルトラン | 打順                           | 守備                           | 選手                           | 打席                           | R・ボーグルソンB・ポージーB・ベルトM・スクータロP・サンドバルB・クロフォードG・ブランコA・パガンH・ペンス |
| 1                          | 中                         | J・ジェイ                  | 左                         | C・カーペンターY・モリーナA・クレイグD・デスカルソD・フリースP・コズマM・ホリデイJ・ジェイC・ベルトラン | 1                              | 中                             | A・パガン                      | 両                             | R・ボーグルソンB・ポージーB・ベルトM・スクータロP・サンドバルB・クロフォードG・ブランコA・パガンH・ペンス |
| 2                          | 右                         | C・ベルトラン              | 両                         | C・カーペンターY・モリーナA・クレイグD・デスカルソD・フリースP・コズマM・ホリデイJ・ジェイC・ベルトラン | 2                              | ニ                             | M・スクータロ                  | 右                             | R・ボーグルソンB・ポージーB・ベルトM・スクータロP・サンドバルB・クロフォードG・ブランコA・パガンH・ペンス |
| 3                          | 左                         | M・ホリデイ                | 右                         | C・カーペンターY・モリーナA・クレイグD・デスカルソD・フリースP・コズマM・ホリデイJ・ジェイC・ベルトラン | 3                              | 三                             | P・サンドバル                  | 両                             | R・ボーグルソンB・ポージーB・ベルトM・スクータロP・サンドバルB・クロフォードG・ブランコA・パガンH・ペンス |
| 4                          | 一                         | A・クレイグ                | 右                         | C・カーペンターY・モリーナA・クレイグD・デスカルソD・フリースP・コズマM・ホリデイJ・ジェイC・ベルトラン | 4                              | 捕                             | B・ポージー                    | 右                             | R・ボーグルソンB・ポージーB・ベルトM・スクータロP・サンドバルB・クロフォードG・ブランコA・パガンH・ペンス |
| 5                          | 捕                         | Y・モリーナ                | 右                         | C・カーペンターY・モリーナA・クレイグD・デスカルソD・フリースP・コズマM・ホリデイJ・ジェイC・ベルトラン | 5                              | 右                             | H・ペンス                      | 右                             | R・ボーグルソンB・ポージーB・ベルトM・スクータロP・サンドバルB・クロフォードG・ブランコA・パガンH・ペンス |
| 6                          | 三                         | D・フリース                | 右                         | C・カーペンターY・モリーナA・クレイグD・デスカルソD・フリースP・コズマM・ホリデイJ・ジェイC・ベルトラン | 6                              | 一                             | B・ベルト                      | 左                             | R・ボーグルソンB・ポージーB・ベルトM・スクータロP・サンドバルB・クロフォードG・ブランコA・パガンH・ペンス |
| 7                          | 二                         | D・デスカルソ              | 左                         | C・カーペンターY・モリーナA・クレイグD・デスカルソD・フリースP・コズマM・ホリデイJ・ジェイC・ベルトラン | 7                              | 左                             | G・ブランコ                    | 左                             | R・ボーグルソンB・ポージーB・ベルトM・スクータロP・サンドバルB・クロフォードG・ブランコA・パガンH・ペンス |
| 8                          | 遊                         | P・コズマ                  | 右                         | C・カーペンターY・モリーナA・クレイグD・デスカルソD・フリースP・コズマM・ホリデイJ・ジェイC・ベルトラン | 8                              | 遊                             | B・クロフォード                | 左                             | R・ボーグルソンB・ポージーB・ベルトM・スクータロP・サンドバルB・クロフォードG・ブランコA・パガンH・ペンス |
| 9                          | 投                         | C・カーペンター            | 右                         | C・カーペンターY・モリーナA・クレイグD・デスカルソD・フリースP・コズマM・ホリデイJ・ジェイC・ベルトラン | 9                              | 投                             | R・ボーグルソン                | 右                             | R・ボーグルソンB・ポージーB・ベルトM・スクータロP・サンドバルB・クロフォードG・ブランコA・パガンH・ペンス |
| 先発投手                   | 先発投手                   | 先発投手                   | 投球                       | C・カーペンターY・モリーナA・クレイグD・デスカルソD・フリースP・コズマM・ホリデイJ・ジェイC・ベルトラン | 先発投手                       | 先発投手                       | 先発投手                       | 投球                           | R・ボーグルソンB・ポージーB・ベルトM・スクータロP・サンドバルB・クロフォードG・ブランコA・パガンH・ペンス |
| C・カーペンター            | C・カーペンター            | C・カーペンター            | 右                         | C・カーペンターY・モリーナA・クレイグD・デスカルソD・フリースP・コズマM・ホリデイJ・ジェイC・ベルトラン | R・ボーグルソン                | R・ボーグルソン                | R・ボーグルソン                | 右                             | R・ボーグルソンB・ポージーB・ベルトM・スクータロP・サンドバルB・クロフォードG・ブランコA・パガンH・ペンス |

### 第3戦 10月17日
- ブッシュ・スタジアム（ミズーリ州セントルイス）

|                                | 1 | 2 | 3 | 4 | 5 | 6 | 7 | 8 | 9 | R | H | E |
| ------------------------------ | - | - | - | - | - | - | - | - | - | - | - | - |
| サンフランシスコ・ジャイアンツ | 0 | 0 | 1 | 0 | 0 | 0 | 0 | 0 | 0 | 1 | 9 | 1 |
| セントルイス・カージナルス     | 0 | 0 | 2 | 0 | 0 | 0 | 1 | 0 | X | 3 | 6 | 0 |

1. 勝利：カイル・ローシュ（1勝）
2. セーブ：ジェイソン・モット（2S）
3. 敗戦：マット・ケイン（1敗）
4. 本塁打
STL：マット・カーペンター1号2ラン
5. 審判
［球審］ビル・ミラー
［塁審］一塁: グレッグ・ギブソン、二塁: テッド・バレット、三塁: ジェリー・レイン
［外審］左翼: ゲイリー・ダーリング、右翼: クリス・グッチオーネ
6. 試合開始時刻: 中部夏時間（UTC-5）午後3時8分  試合時間: 3時間2分  観客: 4万5850人  気温: 65°F（18.3°C）
詳細: MLB.com Gameday / ESPN.com / Baseball-Reference.com / Fangraphs

| サンフランシスコ・ジャイアンツ | サンフランシスコ・ジャイアンツ | サンフランシスコ・ジャイアンツ | サンフランシスコ・ジャイアンツ | サンフランシスコ・ジャイアンツ                                                                      | セントルイス・カージナルス | セントルイス・カージナルス | セントルイス・カージナルス | セントルイス・カージナルス | セントルイス・カージナルス                                                                          |
| ------------------------------ | ------------------------------ | ------------------------------ | ------------------------------ | --------------------------------------------------------------------------------------------------- | -------------------------- | -------------------------- | -------------------------- | -------------------------- | --------------------------------------------------------------------------------------------------- |
| 打順                           | 守備                           | 選手                           | 打席                           | M・ケインB・ポージーB・ベルトM・スクータロP・サンドバルB・クロフォードG・ブランコA・パガンH・ペンス | 打順                       | 守備                       | 選手                       | 打席                       | K・ローシュY・モリーナA・クレイグD・デスカルソD・フリースP・コズマM・ホリデイJ・ジェイC・ベルトラン |
| 1                              | 中                             | A・パガン                      | 両                             | M・ケインB・ポージーB・ベルトM・スクータロP・サンドバルB・クロフォードG・ブランコA・パガンH・ペンス | 1                          | 中                         | J・ジェイ                  | 左                         | K・ローシュY・モリーナA・クレイグD・デスカルソD・フリースP・コズマM・ホリデイJ・ジェイC・ベルトラン |
| 2                              | ニ                             | M・スクータロ                  | 右                             | M・ケインB・ポージーB・ベルトM・スクータロP・サンドバルB・クロフォードG・ブランコA・パガンH・ペンス | 2                          | 右                         | C・ベルトラン              | 両                         | K・ローシュY・モリーナA・クレイグD・デスカルソD・フリースP・コズマM・ホリデイJ・ジェイC・ベルトラン |
| 3                              | 三                             | P・サンドバル                  | 両                             | M・ケインB・ポージーB・ベルトM・スクータロP・サンドバルB・クロフォードG・ブランコA・パガンH・ペンス | 3                          | 左                         | M・ホリデイ                | 右                         | K・ローシュY・モリーナA・クレイグD・デスカルソD・フリースP・コズマM・ホリデイJ・ジェイC・ベルトラン |
| 4                              | 捕                             | B・ポージー                    | 右                             | M・ケインB・ポージーB・ベルトM・スクータロP・サンドバルB・クロフォードG・ブランコA・パガンH・ペンス | 4                          | 一                         | A・クレイグ                | 右                         | K・ローシュY・モリーナA・クレイグD・デスカルソD・フリースP・コズマM・ホリデイJ・ジェイC・ベルトラン |
| 5                              | 右                             | H・ペンス                      | 右                             | M・ケインB・ポージーB・ベルトM・スクータロP・サンドバルB・クロフォードG・ブランコA・パガンH・ペンス | 5                          | 捕                         | Y・モリーナ                | 右                         | K・ローシュY・モリーナA・クレイグD・デスカルソD・フリースP・コズマM・ホリデイJ・ジェイC・ベルトラン |
| 6                              | 一                             | B・ベルト                      | 左                             | M・ケインB・ポージーB・ベルトM・スクータロP・サンドバルB・クロフォードG・ブランコA・パガンH・ペンス | 6                          | 三                         | D・フリース                | 右                         | K・ローシュY・モリーナA・クレイグD・デスカルソD・フリースP・コズマM・ホリデイJ・ジェイC・ベルトラン |
| 7                              | 左                             | G・ブランコ                    | 左                             | M・ケインB・ポージーB・ベルトM・スクータロP・サンドバルB・クロフォードG・ブランコA・パガンH・ペンス | 7                          | 二                         | D・デスカルソ              | 左                         | K・ローシュY・モリーナA・クレイグD・デスカルソD・フリースP・コズマM・ホリデイJ・ジェイC・ベルトラン |
| 8                              | 遊                             | B・クロフォード                | 左                             | M・ケインB・ポージーB・ベルトM・スクータロP・サンドバルB・クロフォードG・ブランコA・パガンH・ペンス | 8                          | 遊                         | P・コズマ                  | 右                         | K・ローシュY・モリーナA・クレイグD・デスカルソD・フリースP・コズマM・ホリデイJ・ジェイC・ベルトラン |
| 9                              | 投                             | M・ケイン                      | 右                             | M・ケインB・ポージーB・ベルトM・スクータロP・サンドバルB・クロフォードG・ブランコA・パガンH・ペンス | 9                          | 投                         | K・ローシュ                | 右                         | K・ローシュY・モリーナA・クレイグD・デスカルソD・フリースP・コズマM・ホリデイJ・ジェイC・ベルトラン |
| 先発投手                       | 先発投手                       | 先発投手                       | 投球                           | M・ケインB・ポージーB・ベルトM・スクータロP・サンドバルB・クロフォードG・ブランコA・パガンH・ペンス | 先発投手                   | 先発投手                   | 先発投手                   | 投球                       | K・ローシュY・モリーナA・クレイグD・デスカルソD・フリースP・コズマM・ホリデイJ・ジェイC・ベルトラン |
| M・ケイン                      | M・ケイン                      | M・ケイン                      | 右                             | M・ケインB・ポージーB・ベルトM・スクータロP・サンドバルB・クロフォードG・ブランコA・パガンH・ペンス | K・ローシュ                | K・ローシュ                | K・ローシュ                | 右                         | K・ローシュY・モリーナA・クレイグD・デスカルソD・フリースP・コズマM・ホリデイJ・ジェイC・ベルトラン |

### 第4戦 10月18日
- ブッシュ・スタジアム（ミズーリ州セントルイス）

|                                | 1 | 2 | 3 | 4 | 5 | 6 | 7 | 8 | 9 | R | H  | E |
| ------------------------------ | - | - | - | - | - | - | - | - | - | - | -- | - |
| サンフランシスコ・ジャイアンツ | 0 | 1 | 0 | 0 | 0 | 0 | 0 | 0 | 2 | 3 | 6  | 1 |
| セントルイス・カージナルス     | 2 | 0 | 0 | 0 | 2 | 2 | 2 | 0 | X | 8 | 12 | 0 |

1. 勝利：アダム・ウェインライト（1勝）
2. 敗戦：ティム・リンスカム（1敗）
3. 本塁打
SF：ハンター・ペンス1号ソロ、パブロ・サンドバル1号2ラン
4. 審判
［球審］グレッグ・ギブソン
［塁審］一塁: テッド・バレット、二塁: ジェリー・レイン、三塁: ゲイリー・ダーリング
［外審］左翼: クリス・グッチオーネ、右翼: ビル・ミラー
5. 試合開始時刻: 中部夏時間（UTC-5）午後7時9分  試合時間: 3時間17分  観客: 4万7062人  気温: 58°F（14.4°C）
詳細: MLB.com Gameday / ESPN.com / Baseball-Reference.com / Fangraphs

| サンフランシスコ・ジャイアンツ | サンフランシスコ・ジャイアンツ | サンフランシスコ・ジャイアンツ | サンフランシスコ・ジャイアンツ | サンフランシスコ・ジャイアンツ                                                                              | セントルイス・カージナルス | セントルイス・カージナルス | セントルイス・カージナルス | セントルイス・カージナルス | セントルイス・カージナルス                                                                                     |
| ------------------------------ | ------------------------------ | ------------------------------ | ------------------------------ | --- | -------------------------- | -------------------------- | -------------------------- | -------------------------- | --- |
| 打順                           | 守備                           | 選手                           | 打席                           | T・リンスカムH・サンチェスB・ポージーM・スクータロP・サンドバルB・クロフォードG・ブランコA・パガンH・ペンス | 打順                       | 守備                       | 選手                       | 打席                       | A・ウェインライトY・モリーナM・カーペン · ターD・デスカルソD・フリースP・コズマM・ホリデイJ・ジェイA・クレイグ |
| 1                              | 中                             | A・パガン                      | 両                             | T・リンスカムH・サンチェスB・ポージーM・スクータロP・サンドバルB・クロフォードG・ブランコA・パガンH・ペンス | 1                          | 中                         | J・ジェイ                  | 左                         | A・ウェインライトY・モリーナM・カーペン · ターD・デスカルソD・フリースP・コズマM・ホリデイJ・ジェイA・クレイグ |
| 2                              | ニ                             | M・スクータロ                  | 右                             | T・リンスカムH・サンチェスB・ポージーM・スクータロP・サンドバルB・クロフォードG・ブランコA・パガンH・ペンス | 2                          | 一                         | M・カーペンター            | 左                         | A・ウェインライトY・モリーナM・カーペン · ターD・デスカルソD・フリースP・コズマM・ホリデイJ・ジェイA・クレイグ |
| 3                              | 一                             | B・ポージー                    | 右                             | T・リンスカムH・サンチェスB・ポージーM・スクータロP・サンドバルB・クロフォードG・ブランコA・パガンH・ペンス | 3                          | 左                         | M・ホリデイ                | 右                         | A・ウェインライトY・モリーナM・カーペン · ターD・デスカルソD・フリースP・コズマM・ホリデイJ・ジェイA・クレイグ |
| 4                              | 三                             | P・サンドバル                  | 両                             | T・リンスカムH・サンチェスB・ポージーM・スクータロP・サンドバルB・クロフォードG・ブランコA・パガンH・ペンス | 4                          | 右                         | A・クレイグ                | 右                         | A・ウェインライトY・モリーナM・カーペン · ターD・デスカルソD・フリースP・コズマM・ホリデイJ・ジェイA・クレイグ |
| 5                              | 一                             | H・サンチェス                  | 両                             | T・リンスカムH・サンチェスB・ポージーM・スクータロP・サンドバルB・クロフォードG・ブランコA・パガンH・ペンス | 5                          | 捕                         | Y・モリーナ                | 右                         | A・ウェインライトY・モリーナM・カーペン · ターD・デスカルソD・フリースP・コズマM・ホリデイJ・ジェイA・クレイグ |
| 6                              | 右                             | H・ペンス                      | 右                             | T・リンスカムH・サンチェスB・ポージーM・スクータロP・サンドバルB・クロフォードG・ブランコA・パガンH・ペンス | 6                          | 三                         | D・フリース                | 右                         | A・ウェインライトY・モリーナM・カーペン · ターD・デスカルソD・フリースP・コズマM・ホリデイJ・ジェイA・クレイグ |
| 7                              | 左                             | G・ブランコ                    | 左                             | T・リンスカムH・サンチェスB・ポージーM・スクータロP・サンドバルB・クロフォードG・ブランコA・パガンH・ペンス | 7                          | 二                         | D・デスカルソ              | 左                         | A・ウェインライトY・モリーナM・カーペン · ターD・デスカルソD・フリースP・コズマM・ホリデイJ・ジェイA・クレイグ |
| 8                              | 遊                             | B・クロフォード                | 左                             | T・リンスカムH・サンチェスB・ポージーM・スクータロP・サンドバルB・クロフォードG・ブランコA・パガンH・ペンス | 8                          | 遊                         | P・コズマ                  | 右                         | A・ウェインライトY・モリーナM・カーペン · ターD・デスカルソD・フリースP・コズマM・ホリデイJ・ジェイA・クレイグ |
| 9                              | 投                             | T・リンスカム                  | 左                             | T・リンスカムH・サンチェスB・ポージーM・スクータロP・サンドバルB・クロフォードG・ブランコA・パガンH・ペンス | 9                          | 投                         | A・ウェインライト          | 右                         | A・ウェインライトY・モリーナM・カーペン · ターD・デスカルソD・フリースP・コズマM・ホリデイJ・ジェイA・クレイグ |
| 先発投手                       | 先発投手                       | 先発投手                       | 投球                           | T・リンスカムH・サンチェスB・ポージーM・スクータロP・サンドバルB・クロフォードG・ブランコA・パガンH・ペンス | 先発投手                   | 先発投手                   | 先発投手                   | 投球                       | A・ウェインライトY・モリーナM・カーペン · ターD・デスカルソD・フリースP・コズマM・ホリデイJ・ジェイA・クレイグ |
| T・リンスカム                  | T・リンスカム                  | T・リンスカム                  | 右                             | T・リンスカムH・サンチェスB・ポージーM・スクータロP・サンドバルB・クロフォードG・ブランコA・パガンH・ペンス | A・ウェインライト          | A・ウェインライト          | A・ウェインライト          | 右                         | A・ウェインライトY・モリーナM・カーペン · ターD・デスカルソD・フリースP・コズマM・ホリデイJ・ジェイA・クレイグ |

### 第5戦 10月19日
- ブッシュ・スタジアム（ミズーリ州セントルイス）

|                                | 1 | 2 | 3 | 4 | 5 | 6 | 7 | 8 | 9 | R | H | E |
| ------------------------------ | - | - | - | - | - | - | - | - | - | - | - | - |
| サンフランシスコ・ジャイアンツ | 0 | 0 | 0 | 4 | 0 | 0 | 0 | 1 | 0 | 5 | 6 | 0 |
| セントルイス・カージナルス     | 0 | 0 | 0 | 0 | 0 | 0 | 0 | 0 | 0 | 0 | 7 | 1 |

1. 勝利：バリー・ジト（1勝）
2. 敗戦：ランス・リン（1敗）
3. 本塁打
SF：パブロ・サンドバル2号ソロ
4. 審判
［球審］テッド・バレット
［塁審］一塁: ジェリー・レイン、二塁: ゲイリー・ダーリング、三塁: クリス・グッチオーネ
［外審］左翼: ビル・ミラー、右翼: グレッグ・ギブソン
5. 試合開始時刻: 中部夏時間（UTC-5）午後7時8分  試合時間: 3時間3分  観客: 4万7075人  気温: 51°F（10.6°C）
詳細: MLB.com Gameday / ESPN.com / Baseball-Reference.com / Fangraphs

| サンフランシスコ・ジャイアンツ | サンフランシスコ・ジャイアンツ | サンフランシスコ・ジャイアンツ | サンフランシスコ・ジャイアンツ | サンフランシスコ・ジャイアンツ                                                                    | セントルイス・カージナルス | セントルイス・カージナルス | セントルイス・カージナルス | セントルイス・カージナルス | セントルイス・カージナルス                                                                      |
| ------------------------------ | ------------------------------ | ------------------------------ | ------------------------------ | ------------------------------------------------------------------------------------------------- | -------------------------- | -------------------------- | -------------------------- | -------------------------- | ----------------------------------------------------------------------------------------------- |
| 打順                           | 守備                           | 選手                           | 打席                           | B・ジトB・ポージーB・ベルトM・スクータロP・サンドバルB・クロフォードG・ブランコA・パガンH・ペンス | 打順                       | 守備                       | 選手                       | 打席                       | L・リンY・モリーナA・クレイグD・デスカルソD・フリースP・コズマM・ホリデイJ・ジェイC・ベルトラン |
| 1                              | 中                             | A・パガン                      | 両                             | B・ジトB・ポージーB・ベルトM・スクータロP・サンドバルB・クロフォードG・ブランコA・パガンH・ペンス | 1                          | 中                         | J・ジェイ                  | 左                         | L・リンY・モリーナA・クレイグD・デスカルソD・フリースP・コズマM・ホリデイJ・ジェイC・ベルトラン |
| 2                              | ニ                             | M・スクータロ                  | 右                             | B・ジトB・ポージーB・ベルトM・スクータロP・サンドバルB・クロフォードG・ブランコA・パガンH・ペンス | 2                          | 右                         | C・ベルトラン              | 両                         | L・リンY・モリーナA・クレイグD・デスカルソD・フリースP・コズマM・ホリデイJ・ジェイC・ベルトラン |
| 3                              | 三                             | P・サンドバル                  | 両                             | B・ジトB・ポージーB・ベルトM・スクータロP・サンドバルB・クロフォードG・ブランコA・パガンH・ペンス | 3                          | 左                         | M・ホリデイ                | 右                         | L・リンY・モリーナA・クレイグD・デスカルソD・フリースP・コズマM・ホリデイJ・ジェイC・ベルトラン |
| 4                              | 捕                             | B・ポージー                    | 右                             | B・ジトB・ポージーB・ベルトM・スクータロP・サンドバルB・クロフォードG・ブランコA・パガンH・ペンス | 4                          | 一                         | A・クレイグ                | 右                         | L・リンY・モリーナA・クレイグD・デスカルソD・フリースP・コズマM・ホリデイJ・ジェイC・ベルトラン |
| 5                              | 右                             | H・ペンス                      | 右                             | B・ジトB・ポージーB・ベルトM・スクータロP・サンドバルB・クロフォードG・ブランコA・パガンH・ペンス | 5                          | 捕                         | Y・モリーナ                | 右                         | L・リンY・モリーナA・クレイグD・デスカルソD・フリースP・コズマM・ホリデイJ・ジェイC・ベルトラン |
| 6                              | 一                             | B・ベルト                      | 左                             | B・ジトB・ポージーB・ベルトM・スクータロP・サンドバルB・クロフォードG・ブランコA・パガンH・ペンス | 6                          | 三                         | D・フリース                | 右                         | L・リンY・モリーナA・クレイグD・デスカルソD・フリースP・コズマM・ホリデイJ・ジェイC・ベルトラン |
| 7                              | 左                             | G・ブランコ                    | 左                             | B・ジトB・ポージーB・ベルトM・スクータロP・サンドバルB・クロフォードG・ブランコA・パガンH・ペンス | 7                          | 二                         | D・デスカルソ              | 左                         | L・リンY・モリーナA・クレイグD・デスカルソD・フリースP・コズマM・ホリデイJ・ジェイC・ベルトラン |
| 8                              | 遊                             | B・クロフォード                | 左                             | B・ジトB・ポージーB・ベルトM・スクータロP・サンドバルB・クロフォードG・ブランコA・パガンH・ペンス | 8                          | 遊                         | P・コズマ                  | 右                         | L・リンY・モリーナA・クレイグD・デスカルソD・フリースP・コズマM・ホリデイJ・ジェイC・ベルトラン |
| 9                              | 投                             | B・ジト                        | 左                             | B・ジトB・ポージーB・ベルトM・スクータロP・サンドバルB・クロフォードG・ブランコA・パガンH・ペンス | 9                          | 投                         | L・リン                    | 両                         | L・リンY・モリーナA・クレイグD・デスカルソD・フリースP・コズマM・ホリデイJ・ジェイC・ベルトラン |
| 先発投手                       | 先発投手                       | 先発投手                       | 投球                           | B・ジトB・ポージーB・ベルトM・スクータロP・サンドバルB・クロフォードG・ブランコA・パガンH・ペンス | 先発投手                   | 先発投手                   | 先発投手                   | 投球                       | L・リンY・モリーナA・クレイグD・デスカルソD・フリースP・コズマM・ホリデイJ・ジェイC・ベルトラン |
| B・ジト                        | B・ジト                        | B・ジト                        | 左                             | B・ジトB・ポージーB・ベルトM・スクータロP・サンドバルB・クロフォードG・ブランコA・パガンH・ペンス | L・リン                    | L・リン                    | L・リン                    | 右                         | L・リンY・モリーナA・クレイグD・デスカルソD・フリースP・コズマM・ホリデイJ・ジェイC・ベルトラン |

### 第6戦 10月21日
- AT&Tパーク（カリフォルニア州サンフランシスコ）

|                                | 1 | 2 | 3 | 4 | 5 | 6 | 7 | 8 | 9 | R | H | E |
| ------------------------------ | - | - | - | - | - | - | - | - | - | - | - | - |
| セントルイス・カージナルス     | 0 | 0 | 0 | 0 | 0 | 1 | 0 | 0 | 0 | 1 | 5 | 1 |
| サンフランシスコ・ジャイアンツ | 1 | 4 | 0 | 0 | 0 | 0 | 0 | 1 | X | 6 | 9 | 1 |

1. 勝利：ライアン・ボーグルソン（2勝）
2. 敗戦：クリス・カーペンター（2敗）
3. 審判
［球審］ジェリー・レイン
［塁審］一塁: ゲイリー・ダーリング、二塁: クリス・グッチオーネ、三塁: ビル・ミラー
［外審］左翼: グレッグ・ギブソン、右翼: テッド・バレット
4. 試合開始時刻: 太平洋夏時間（UTC-7）午後4時46分  試合時間: 2時間55分  観客: 4万3070人  気温: 62°F（16.7°C）
詳細: MLB.com Gameday / ESPN.com / Baseball-Reference.com / Fangraphs

| セントルイス・カージナルス | セントルイス・カージナルス | セントルイス・カージナルス | セントルイス・カージナルス | セントルイス・カージナルス                                                                                     | サンフランシスコ・ジャイアンツ | サンフランシスコ・ジャイアンツ | サンフランシスコ・ジャイアンツ | サンフランシスコ・ジャイアンツ | サンフランシスコ・ジャイアンツ                                                                            |
| -------------------------- | -------------------------- | -------------------------- | -------------------------- | --- | ------------------------------ | ------------------------------ | ------------------------------ | ------------------------------ | --- |
| 打順                       | 守備                       | 選手                       | 打席                       | C・カーペンターY・モリーナM・カーペン · ターD・デスカルソD・フリースP・コズマA・クレイグJ・ジェイC・ベルトラン | 打順                           | 守備                           | 選手                           | 打席                           | R・ボーグルソンB・ポージーB・ベルトM・スクータロP・サンドバルB・クロフォードG・ブランコA・パガンH・ペンス |
| 1                          | 中                         | J・ジェイ                  | 左                         | C・カーペンターY・モリーナM・カーペン · ターD・デスカルソD・フリースP・コズマA・クレイグJ・ジェイC・ベルトラン | 1                              | 中                             | A・パガン                      | 両                             | R・ボーグルソンB・ポージーB・ベルトM・スクータロP・サンドバルB・クロフォードG・ブランコA・パガンH・ペンス |
| 2                          | 一                         | M・カーペンター            | 左                         | C・カーペンターY・モリーナM・カーペン · ターD・デスカルソD・フリースP・コズマA・クレイグJ・ジェイC・ベルトラン | 2                              | ニ                             | M・スクータロ                  | 右                             | R・ボーグルソンB・ポージーB・ベルトM・スクータロP・サンドバルB・クロフォードG・ブランコA・パガンH・ペンス |
| 3                          | 右                         | C・ベルトラン              | 両                         | C・カーペンターY・モリーナM・カーペン · ターD・デスカルソD・フリースP・コズマA・クレイグJ・ジェイC・ベルトラン | 3                              | 三                             | P・サンドバル                  | 両                             | R・ボーグルソンB・ポージーB・ベルトM・スクータロP・サンドバルB・クロフォードG・ブランコA・パガンH・ペンス |
| 4                          | 左                         | A・クレイグ                | 右                         | C・カーペンターY・モリーナM・カーペン · ターD・デスカルソD・フリースP・コズマA・クレイグJ・ジェイC・ベルトラン | 4                              | 捕                             | B・ポージー                    | 右                             | R・ボーグルソンB・ポージーB・ベルトM・スクータロP・サンドバルB・クロフォードG・ブランコA・パガンH・ペンス |
| 5                          | 捕                         | Y・モリーナ                | 右                         | C・カーペンターY・モリーナM・カーペン · ターD・デスカルソD・フリースP・コズマA・クレイグJ・ジェイC・ベルトラン | 5                              | 右                             | H・ペンス                      | 右                             | R・ボーグルソンB・ポージーB・ベルトM・スクータロP・サンドバルB・クロフォードG・ブランコA・パガンH・ペンス |
| 6                          | 三                         | D・フリース                | 右                         | C・カーペンターY・モリーナM・カーペン · ターD・デスカルソD・フリースP・コズマA・クレイグJ・ジェイC・ベルトラン | 6                              | 一                             | B・ベルト                      | 左                             | R・ボーグルソンB・ポージーB・ベルトM・スクータロP・サンドバルB・クロフォードG・ブランコA・パガンH・ペンス |
| 7                          | 二                         | D・デスカルソ              | 左                         | C・カーペンターY・モリーナM・カーペン · ターD・デスカルソD・フリースP・コズマA・クレイグJ・ジェイC・ベルトラン | 7                              | 左                             | G・ブランコ                    | 左                             | R・ボーグルソンB・ポージーB・ベルトM・スクータロP・サンドバルB・クロフォードG・ブランコA・パガンH・ペンス |
| 8                          | 遊                         | P・コズマ                  | 右                         | C・カーペンターY・モリーナM・カーペン · ターD・デスカルソD・フリースP・コズマA・クレイグJ・ジェイC・ベルトラン | 8                              | 遊                             | B・クロフォード                | 左                             | R・ボーグルソンB・ポージーB・ベルトM・スクータロP・サンドバルB・クロフォードG・ブランコA・パガンH・ペンス |
| 9                          | 投                         | C・カーペンター            | 右                         | C・カーペンターY・モリーナM・カーペン · ターD・デスカルソD・フリースP・コズマA・クレイグJ・ジェイC・ベルトラン | 9                              | 投                             | R・ボーグルソン                | 右                             | R・ボーグルソンB・ポージーB・ベルトM・スクータロP・サンドバルB・クロフォードG・ブランコA・パガンH・ペンス |
| 先発投手                   | 先発投手                   | 先発投手                   | 投球                       | C・カーペンターY・モリーナM・カーペン · ターD・デスカルソD・フリースP・コズマA・クレイグJ・ジェイC・ベルトラン | 先発投手                       | 先発投手                       | 先発投手                       | 投球                           | R・ボーグルソンB・ポージーB・ベルトM・スクータロP・サンドバルB・クロフォードG・ブランコA・パガンH・ペンス |
| C・カーペンター            | C・カーペンター            | C・カーペンター            | 右                         | C・カーペンターY・モリーナM・カーペン · ターD・デスカルソD・フリースP・コズマA・クレイグJ・ジェイC・ベルトラン | R・ボーグルソン                | R・ボーグルソン                | R・ボーグルソン                | 右                             | R・ボーグルソンB・ポージーB・ベルトM・スクータロP・サンドバルB・クロフォードG・ブランコA・パガンH・ペンス |

### 第7戦 10月22日
- AT&Tパーク（カリフォルニア州サンフランシスコ）

|                                | 1 | 2 | 3 | 4 | 5 | 6 | 7 | 8 | 9 | R | H  | E |
| ------------------------------ | - | - | - | - | - | - | - | - | - | - | -- | - |
| セントルイス・カージナルス     | 0 | 0 | 0 | 0 | 0 | 0 | 0 | 0 | 0 | 0 | 7  | 2 |
| サンフランシスコ・ジャイアンツ | 1 | 1 | 5 | 0 | 0 | 0 | 1 | 1 | X | 9 | 14 | 0 |

1. 勝利：マット・ケイン（1勝1敗）
2. 敗戦：カイル・ローシュ（1勝1敗）
3. 本塁打
SF：ブランドン・ベルト1号ソロ
4. 審判
［球審］ゲイリー・ダーリング
［塁審］一塁: クリス・グッチオーネ、二塁: ビル・ミラー、三塁: グレッグ・ギブソン
［外審］左翼: テッド・バレット、右翼: ジェリー・レイン
5. 試合開始時刻: 太平洋夏時間（UTC-7）午後5時7分  試合時間: 3時間35分  観客: 4万3056人  気温: 62°F（16.7°C）
詳細: MLB.com Gameday / ESPN.com / Baseball-Reference.com / Fangraphs

| セントルイス・カージナルス | セントルイス・カージナルス | セントルイス・カージナルス | セントルイス・カージナルス | セントルイス・カージナルス                                                                          | サンフランシスコ・ジャイアンツ | サンフランシスコ・ジャイアンツ | サンフランシスコ・ジャイアンツ | サンフランシスコ・ジャイアンツ | サンフランシスコ・ジャイアンツ                                                                      |
| -------------------------- | -------------------------- | -------------------------- | -------------------------- | --------------------------------------------------------------------------------------------------- | ------------------------------ | ------------------------------ | ------------------------------ | ------------------------------ | --------------------------------------------------------------------------------------------------- |
| 打順                       | 守備                       | 選手                       | 打席                       | K・ローシュY・モリーナA・クレイグD・デスカルソD・フリースP・コズマM・ホリデイJ・ジェイC・ベルトラン | 打順                           | 守備                           | 選手                           | 打席                           | M・ケインB・ポージーB・ベルトM・スクータロP・サンドバルB・クロフォードG・ブランコA・パガンH・ペンス |
| 1                          | 中                         | J・ジェイ                  | 左                         | K・ローシュY・モリーナA・クレイグD・デスカルソD・フリースP・コズマM・ホリデイJ・ジェイC・ベルトラン | 1                              | 中                             | A・パガン                      | 両                             | M・ケインB・ポージーB・ベルトM・スクータロP・サンドバルB・クロフォードG・ブランコA・パガンH・ペンス |
| 2                          | 右                         | C・ベルトラン              | 両                         | K・ローシュY・モリーナA・クレイグD・デスカルソD・フリースP・コズマM・ホリデイJ・ジェイC・ベルトラン | 2                              | ニ                             | M・スクータロ                  | 右                             | M・ケインB・ポージーB・ベルトM・スクータロP・サンドバルB・クロフォードG・ブランコA・パガンH・ペンス |
| 3                          | 左                         | M・ホリデイ                | 右                         | K・ローシュY・モリーナA・クレイグD・デスカルソD・フリースP・コズマM・ホリデイJ・ジェイC・ベルトラン | 3                              | 三                             | P・サンドバル                  | 両                             | M・ケインB・ポージーB・ベルトM・スクータロP・サンドバルB・クロフォードG・ブランコA・パガンH・ペンス |
| 4                          | 一                         | A・クレイグ                | 右                         | K・ローシュY・モリーナA・クレイグD・デスカルソD・フリースP・コズマM・ホリデイJ・ジェイC・ベルトラン | 4                              | 捕                             | B・ポージー                    | 右                             | M・ケインB・ポージーB・ベルトM・スクータロP・サンドバルB・クロフォードG・ブランコA・パガンH・ペンス |
| 5                          | 捕                         | Y・モリーナ                | 右                         | K・ローシュY・モリーナA・クレイグD・デスカルソD・フリースP・コズマM・ホリデイJ・ジェイC・ベルトラン | 5                              | 右                             | H・ペンス                      | 右                             | M・ケインB・ポージーB・ベルトM・スクータロP・サンドバルB・クロフォードG・ブランコA・パガンH・ペンス |
| 6                          | 三                         | D・フリース                | 右                         | K・ローシュY・モリーナA・クレイグD・デスカルソD・フリースP・コズマM・ホリデイJ・ジェイC・ベルトラン | 6                              | 一                             | B・ベルト                      | 左                             | M・ケインB・ポージーB・ベルトM・スクータロP・サンドバルB・クロフォードG・ブランコA・パガンH・ペンス |
| 7                          | 二                         | D・デスカルソ              | 左                         | K・ローシュY・モリーナA・クレイグD・デスカルソD・フリースP・コズマM・ホリデイJ・ジェイC・ベルトラン | 7                              | 左                             | G・ブランコ                    | 左                             | M・ケインB・ポージーB・ベルトM・スクータロP・サンドバルB・クロフォードG・ブランコA・パガンH・ペンス |
| 8                          | 遊                         | P・コズマ                  | 右                         | K・ローシュY・モリーナA・クレイグD・デスカルソD・フリースP・コズマM・ホリデイJ・ジェイC・ベルトラン | 8                              | 遊                             | B・クロフォード                | 左                             | M・ケインB・ポージーB・ベルトM・スクータロP・サンドバルB・クロフォードG・ブランコA・パガンH・ペンス |
| 9                          | 投                         | K・ローシュ                | 右                         | K・ローシュY・モリーナA・クレイグD・デスカルソD・フリースP・コズマM・ホリデイJ・ジェイC・ベルトラン | 9                              | 投                             | M・ケイン                      | 右                             | M・ケインB・ポージーB・ベルトM・スクータロP・サンドバルB・クロフォードG・ブランコA・パガンH・ペンス |
| 先発投手                   | 先発投手                   | 先発投手                   | 投球                       | K・ローシュY・モリーナA・クレイグD・デスカルソD・フリースP・コズマM・ホリデイJ・ジェイC・ベルトラン | 先発投手                       | 先発投手                       | 先発投手                       | 投球                           | M・ケインB・ポージーB・ベルトM・スクータロP・サンドバルB・クロフォードG・ブランコA・パガンH・ペンス |
| K・ローシュ                | K・ローシュ                | K・ローシュ                | 右                         | K・ローシュY・モリーナA・クレイグD・デスカルソD・フリースP・コズマM・ホリデイJ・ジェイC・ベルトラン | M・ケイン                      | M・ケイン                      | M・ケイン                      | 右                             | M・ケインB・ポージーB・ベルトM・スクータロP・サンドバルB・クロフォードG・ブランコA・パガンH・ペンス |